# Turpi úrfi és a Beverly Hills-i macskák
A Turpi úrfi és a Beverly Hills-i macskák vagy A fő macska és a Beverly Hills-i macskák (eredeti cím: Top Cat and the Beverly Hills Cats) 1987-ben bemutatott amerikai televíziós rajzfilm, amelyet Ray Patterson rendezett. Az animációs játékfilm a producerei Jeff Hall és Bernard Wolf. A forgatókönyvet Barry E. Blitzer írta, a zenéjét Sven Libaek szerezte. A tévéfilm a Hanna-Barbera gyártásában készült. Műfaja filmvígjáték.
Amerikában 1988. március 20-án a Syndication sugározta. Magyarországon két szinkronos változat is készült belőle, amelyekből az elsőt 1992-ben adták ki VHS-en, a másodikat 2004. november 1-jén a Cartoon Network-ön vetítették le a televízióban.

## Szereplők
| Szereplő               | Eredeti hang    | Magyar hang                     | Magyar hang                                |
| Szereplő               | Eredeti hang    | 1. magyar változat (ZOOM, 1992) | 2. magyar változat (Cartoon Network, 2004) |
| ---------------------- | --------------- | ------------------------------- | ------------------------------------------ |
| Turpi úrfi / Főmacska  | Arnold Stang    | Maros Gábor                     | Dunai Tamás                                |
| Pepi Ball / Labda Benő | Avery Schreiber | Kerekes József                  | Csőre Gábor                                |
| Snerdly, a komornyik   | Henry Polic II  | Kautzky József                  | Harsányi Gábor                             |
| Csucsu                 | Marvin Kaplan   | Varga T. József                 | Pusztaszeri Kornél                         |
| Kobak / Agy            | Leo DeLyon      | Kocsis György                   | Cseke Péter                                |
| Izé / Képzelet         | Leo DeLyon      | Harsányi Gábor                  | Faragó József                              |
| Pipec                  | John Stephenson | Bor Zoltán                      | Fesztbaum Béla                             |
| Cövek / Fogdmeg        | John Stephenson | Perlaki István                  | Koroknay Géza                              |
| Pincér                 | John Stephenson | Háda János                      | Gardi Tamás                                |
| Wandergelt asszony     | Linda Gary      | Kassai Ilona                    | Halász Aranka                              |
| Amy Wandergelt         | Lilly Moon      | Kisfalvi Krisztina              | Csondor Kata                               |
| Mici cica              | Teresa Ganzel   | Kocsis Mariann                  | Zakariás Éva                               |
| Sid Buckman            | Richard Erdman  | Verebély Iván                   | Pálfai Péter                               |
| Autómosó tulaja        | Richard Erdman  | Forgács Gábor                   | Breyer Zoltán                              |
| Beverly Hills-i zsaru  | N/A             | Forgács Gábor                   | Wohlmuth István                            |
| Filmrendező            | Kenneth Mars    | Forgács Gábor                   | Zágoni Zsolt                               |
| Sintér                 | Kenneth Mars    | Koroknay Géza                   | Papp János                                 |
| Rázpuding              | Frank Welker    | Dengyel Iván                    | Jakab Csaba                                |
| Bobey                  | Frank Welker    | saját hangján                   | saját hangján                              |
| Diszpécser             | N/A             | Háda János                      | Hegedűs Miklós                             |
| James, a sofőr         | Rob Paulsen     | Háda János                      | Kardos Gábor                               |
| Piszkos Lester         | Rob Paulsen     | Forgács Gábor                   | Imre István                                |
| Busz sofőr             | Rob Paulsen     | Kardos Gábor                    | Wohlmuth István                            |
| Kalapos férfi          | N/A             | Kardos Gábor                    | Hegedűs Miklós                             |
| Pap                    | N/A             | Kardos Gábor                    | Kardos Gábor                               |
| Étteremtulaj           | N/A             | Kardos Gábor                    | Imre István                                |

## Utalások
Az idegenvezető kíséretében a cameo vendégszereplőket a Flintstone család szereplőire utal.